# 1ª Klasse 2001 (hockey su pista)
La 1ª Klasse 2001 è stata la 53ª edizione del omonimo torneo riservato alle squadre di hockey su pista dei Paesi Bassi e del Belgio. Il titolo è stato conquistato dal Lichtstad per la tredicesima volta nella sua storia.

## Squadre partecipanti
| Club           | Stagione | Città              | Impianto | Stagione precedente |
| -------------- | -------- | ------------------ | -------- | ------------------- |
| Kerkdriel      |          | Kerkdriel          |          |                     |
| Lichtstad      | dettagli | Eindhoven          |          |                     |
| Modern         |          | Anversa (Belgio)   |          |                     |
| RC Den Haag    |          | L'Aia              |          |                     |
| Rolta          | dettagli | Lovanio (Belgio)   |          |                     |
| Royal Sunday   | dettagli | Bruxelles (Belgio) |          |                     |
| Valkenswaardse | dettagli | Valkenswaard       |          |                     |

## Classifica finale
|                        | Pos. | Squadra        | Pt | G | V | N | P | GF | GS | DR |
| ---------------------- | ---- | -------------- | -- | - | - | - | - | -- | -- | -- |
| Paesi Bassi (bandiera) | 1.   | Lichtstad      | ?  |   |   |   |   |    |    |    |
|                        | 2.   | Valkenswaardse | ?  |   |   |   |   |    |    |    |
|                        | 3.   | Kerkdriel      | ?  |   |   |   |   |    |    |    |
|                        | 4.   | Modern         | ?  |   |   |   |   |    |    |    |
|                        | 5.   | Rolta          | ?  |   |   |   |   |    |    |    |
|                        | 6.   | RC Den Haag    | ?  |   |   |   |   |    |    |    |
|                        | 7.   | Royal Sunday   | ?  |   |   |   |   |    |    |    |

Legenda:
      Campione dei Paesi Bassi e ammessa alla CERH Champions League 2001-2002.
Note:
Tre punti a vittoria, uno a pareggio, zero a sconfitta.
Il Lichtstad rinuncia a partecipare alla CERH Champions League; al suo posto subentra il Valkenswaardse.

## Verdetti
| Verdetto                        | Club                   |
| ------------------------------- | ---------------------- |
| Campione dei Paesi Bassi 2001   | Lichtstad (13º titolo) |
| CERH Champions League 2001-2002 | Valkenswaardse         |